# Retable de Borgo San Sepolcro

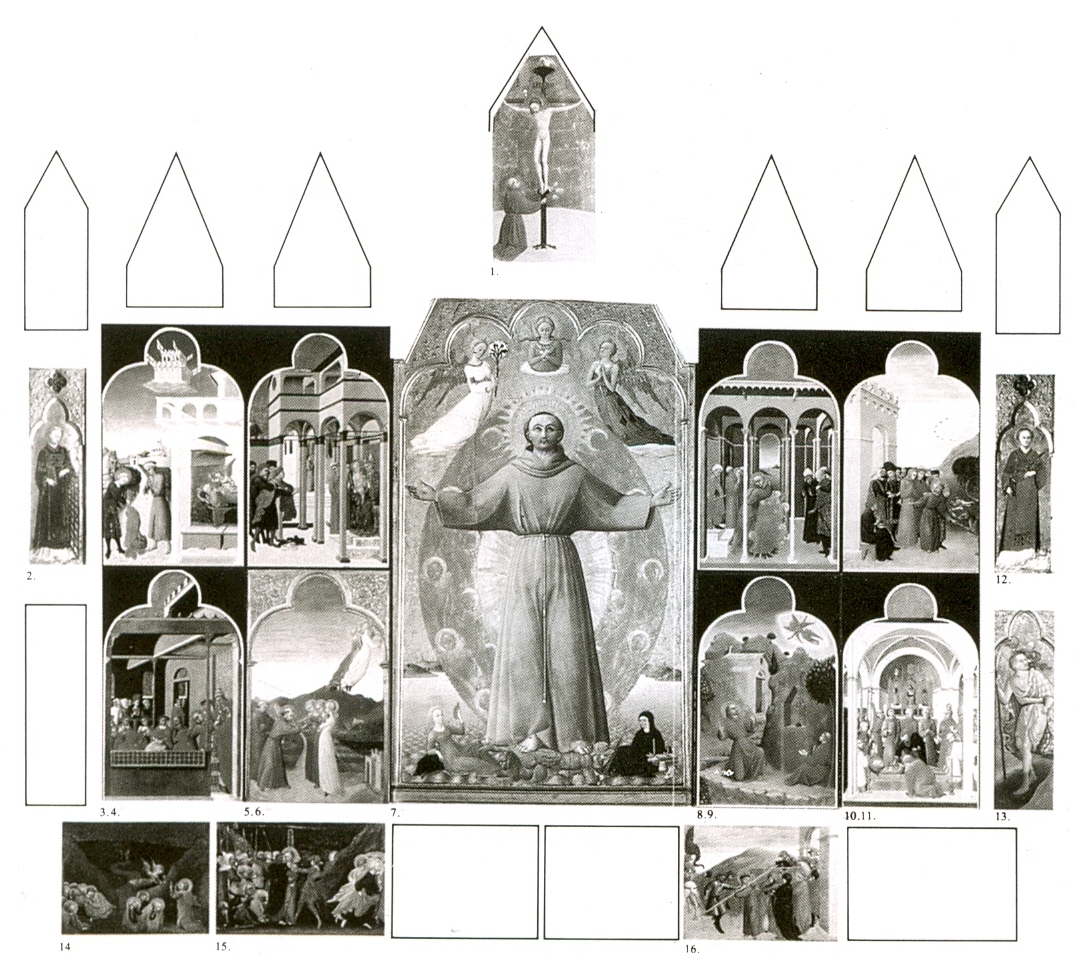
Reconstitution partie postérieure

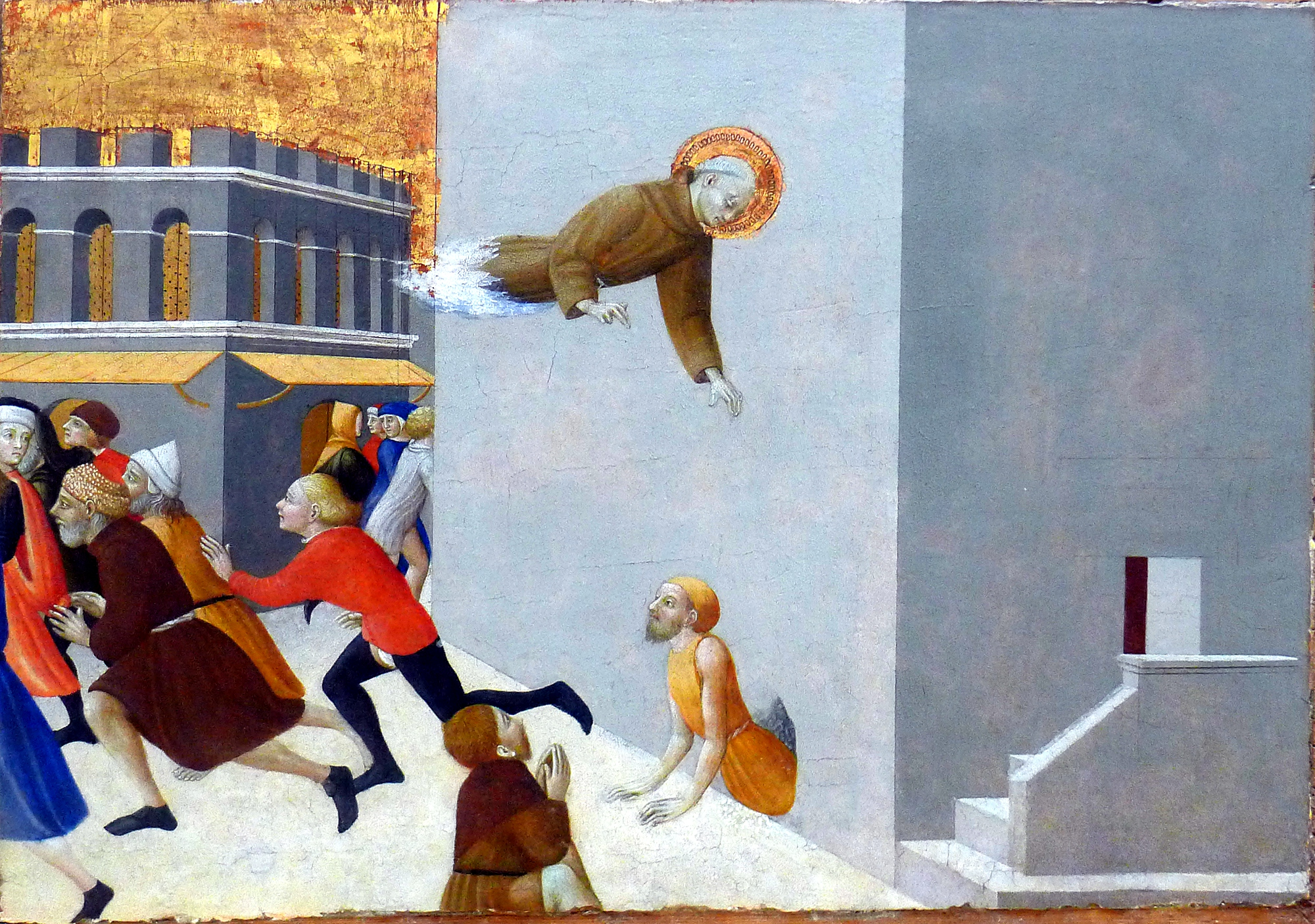
Le bienheureux Ranieri délivre les pauvres d'une prison de Florence

Le Retable de Borgo San Sepolcro est un polyptyque, de 26 éléments sur deux faces, réalisé par Sassetta entre 1437 et 1444 pour le maître-autel de l'église des franciscains à Borgo San Sepolcro. Les religieux devaient en préciser les figures et les scènes. 

## Histoire
Il fut peint par sections, afin d'en faciliter le transport de Sienne à Borgo san Sepolcro où il fut livré en 1444. Il est démantelé à partir de 1578. Au cours des siècles les différents fragments furent vendus et éparpillés. Ils sont dispersés dans dix musées comme la National Gallery de Londres, le musée des Beaux-Arts de Berlin, le musée Pouchkine de Moscou, le Metropolitan Museum de New York.

## Composition
D'après la reconstitution la plus complète possible de son aspect d'origine, il comportait :
- Sur la face antérieure : 
  - Registre principal :
    - La Vierge et l'Enfant entourés de six anges, 205 × 119,5 cm, Paris, Musée du Louvre
    - Saint Antoine de Padoue, Paris, Musée du Louvre
    - Saint Jean l'Évangéliste, Paris, Musée du Louvre
    - Saint François en gloire, Settignano, Villa I Tatti
    - Saint Jean-Baptiste, Settignano, Villa I Tatti

  - Couronnement :
    - L'Annonciation, 73 × 41 cm, New York, Metropolitan Museum
    - Saint Augustin, Collection privée

  - Prédelle :
    - Le bienheureux Ranieri délivre les pauvres d'une prison de Florence, Paris, Musée du Louvre
    - La Damnation de l'âme de l'avare de Citerna, Paris, Musée du Louvre
    - L'Apparition du bienheureux Ranieri Rasini à un cardinal romain, Berlin, Gemäldegalerie
- Sur la face postérieure, qui faisait face aux frères franciscains du chœur :
  - Registre principal :
    - Le Triomphe de saint François sur l'insubordination, la luxure et l'avarice, Settignano, Villa I Tatti
    - Saint François et le pauvre chevalier et la vision de l'Ordre, Londres, National Gallery
    - Saint François reniant son père, 88 × 53 cm, Londres, National Gallery
    - Le pape Innocent III reconnaît l'ordre des franciscains, Londres, National Gallery
    - Le Mariage mystique de saint François d'Assise avec la pauvreté, 95 × 58 cm, Chantilly, Musée Condé
    - Saint François devant le sultan, Londres, National Gallery
    - Saint François et le loup de Gubbio, Londres, National Gallery
    - La Stigmatisation de saint François, 88 × 52 cm, Londres, National Gallery
    - Les Funérailles de saint François, Londres, National Gallery

  - Couronnement :
    - Saint François à genou devant le Christ en croix, Cleveland, Cleveland Museum of Art

  - Panneaux latéraux :
    - Saint Étienne, Moscou, musée Pouchkine
    - Saint Laurent, Moscou, musée Pouchkine
    - Saint Christophe, Assise, collection Mason Perkins

  - Prédelle :
    - Le Baiser de Judas, Detroit, Detroit Institute of Art
    - Le Christ au jardin des Oliviers, Detroit, Detroit Institute of Arts
    - Le Portement de croix, Detroit, Detroit Institute of Art

## Galerie

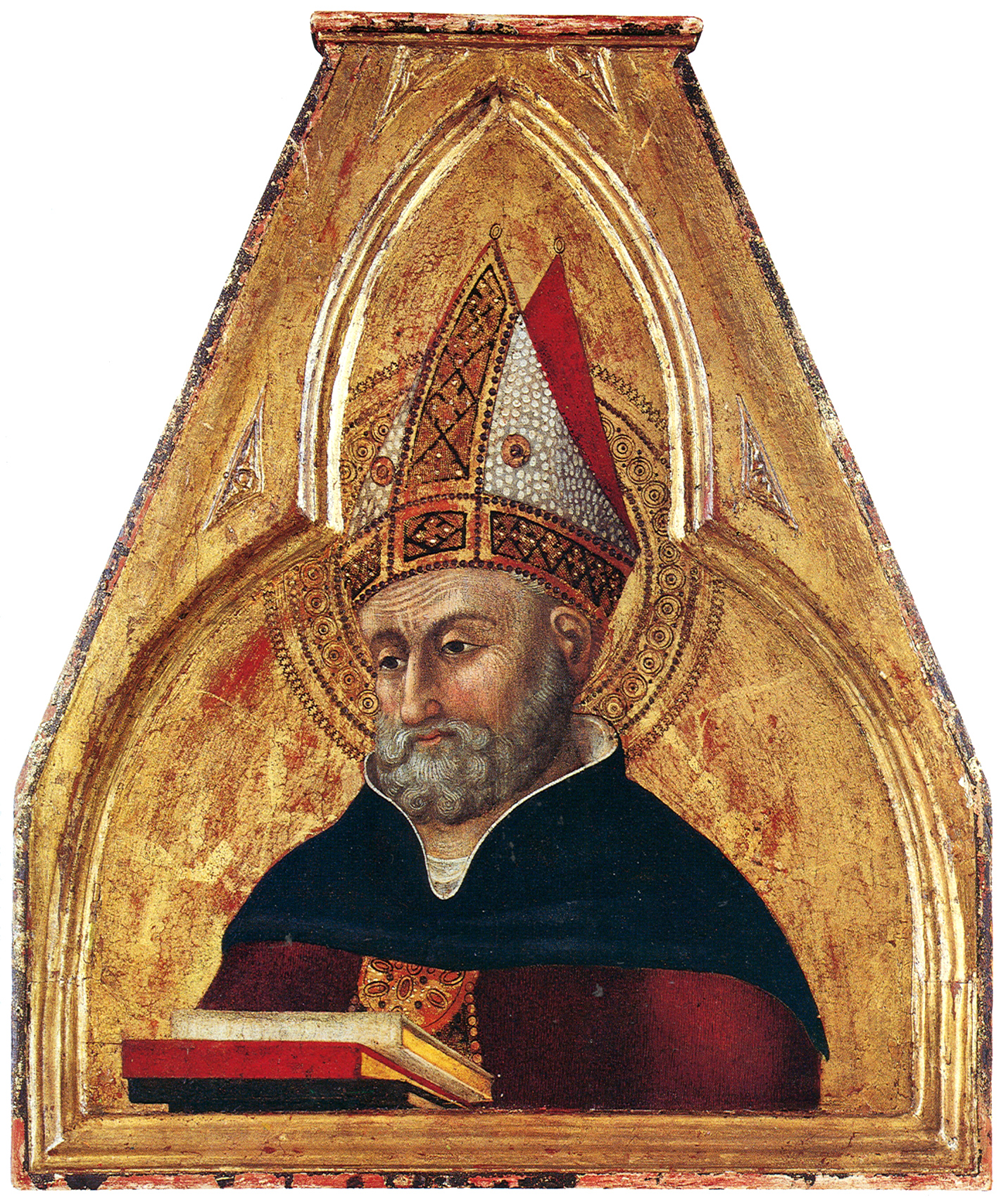
Saint Augustin Collection privée
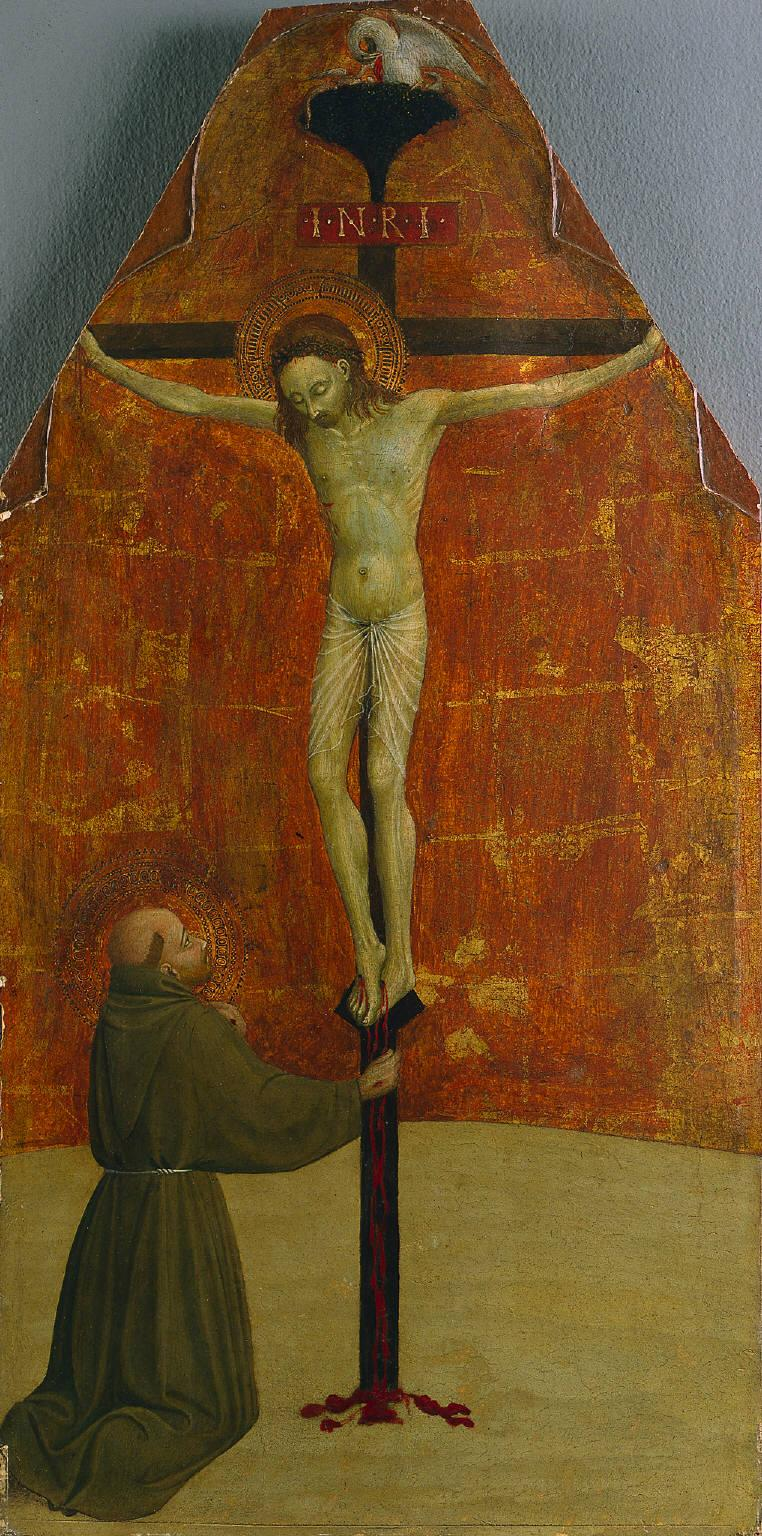
St François à genoux devant la Croix Cleveland Museum
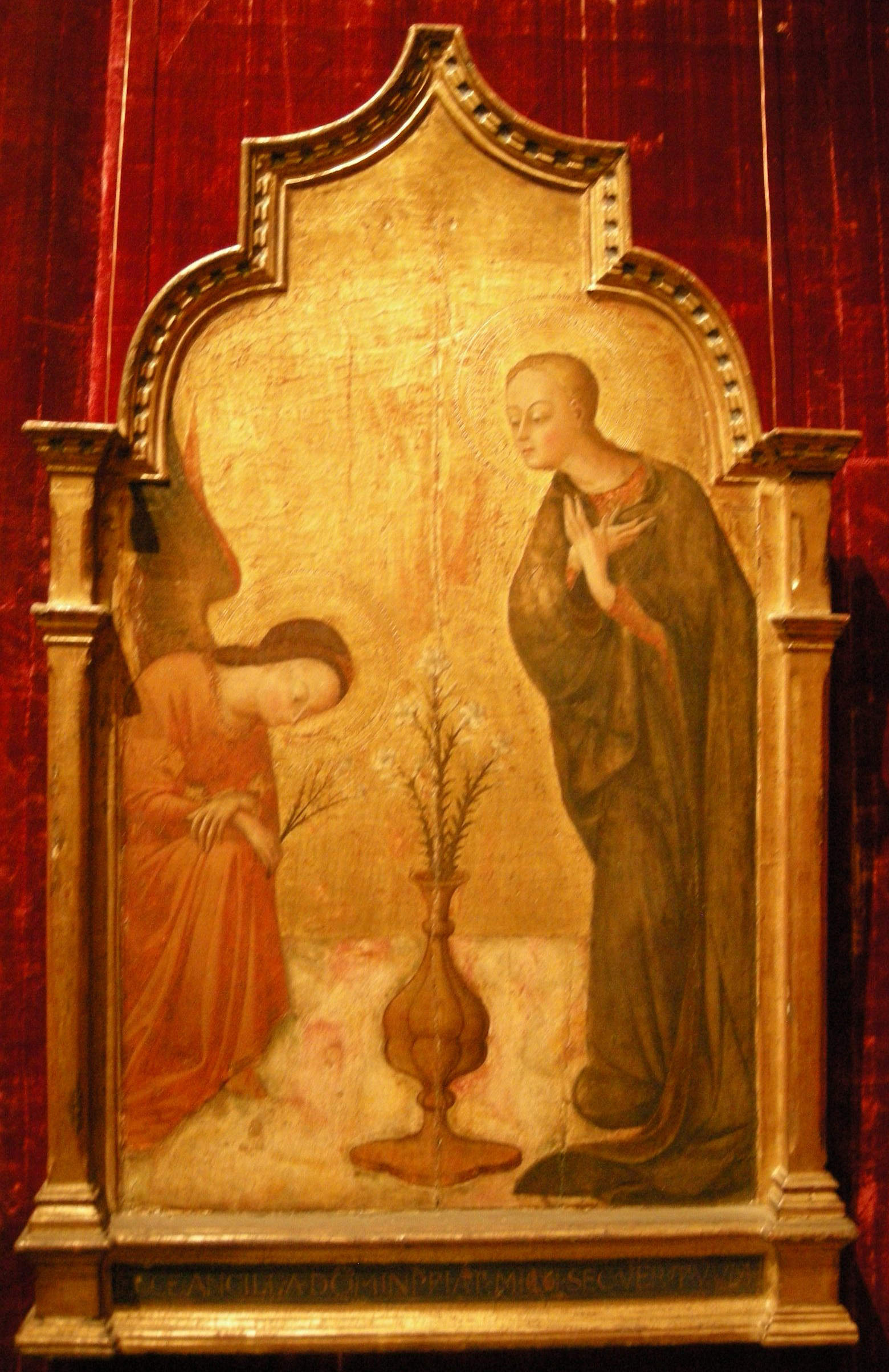
Annonciation Metropolitan Museum
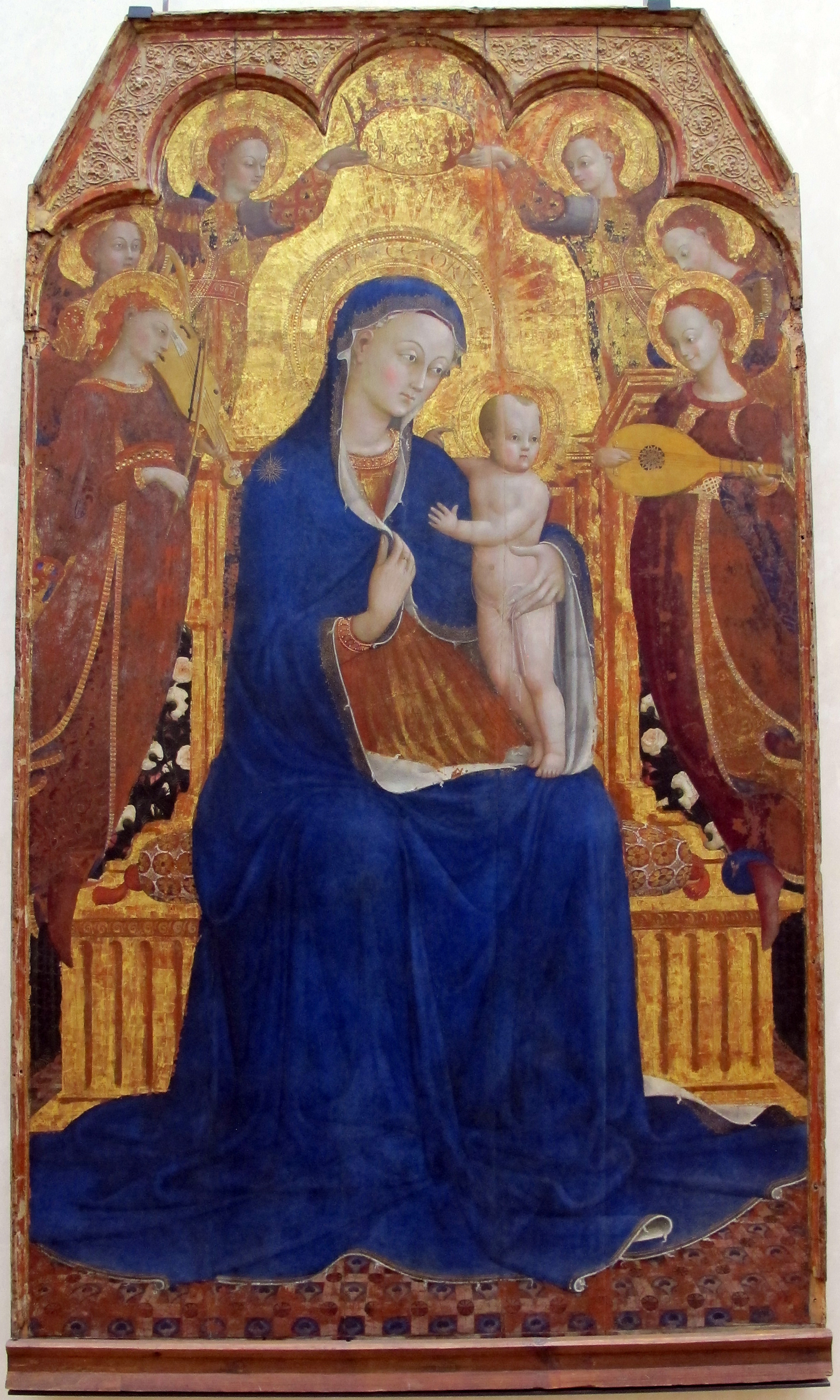
Panneau principal antérieur Musée du Louvre
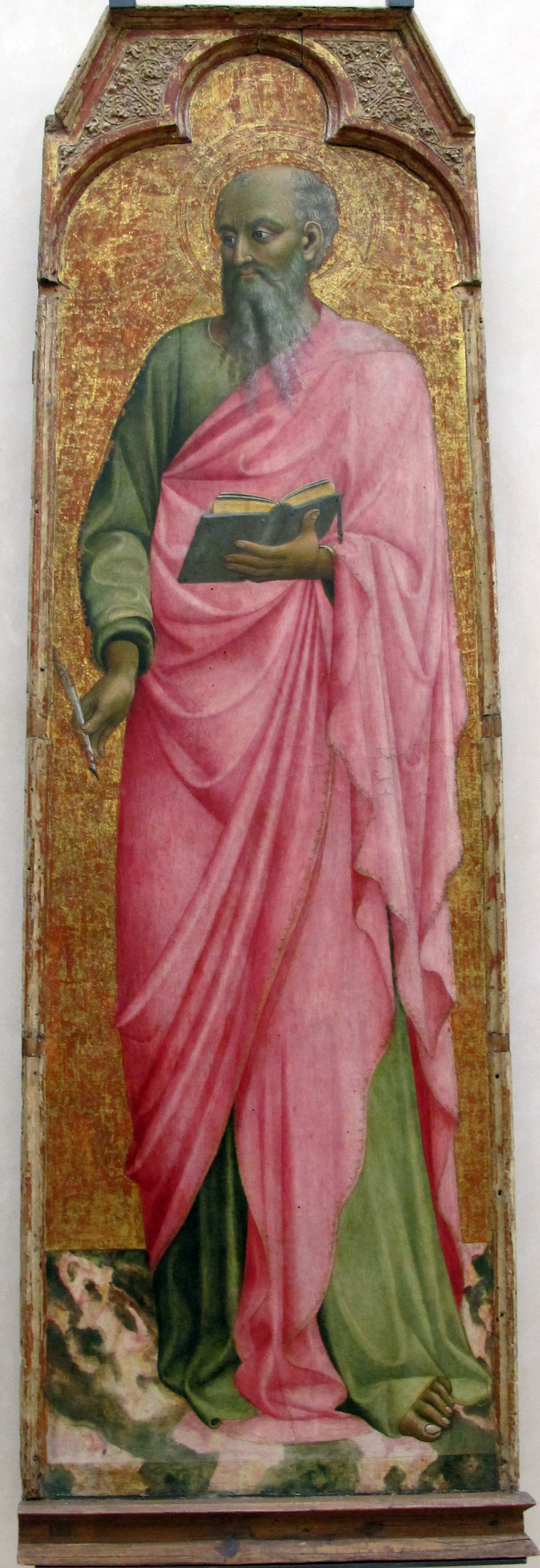
Saint Jean L'Evangeliste Musée du Louvre
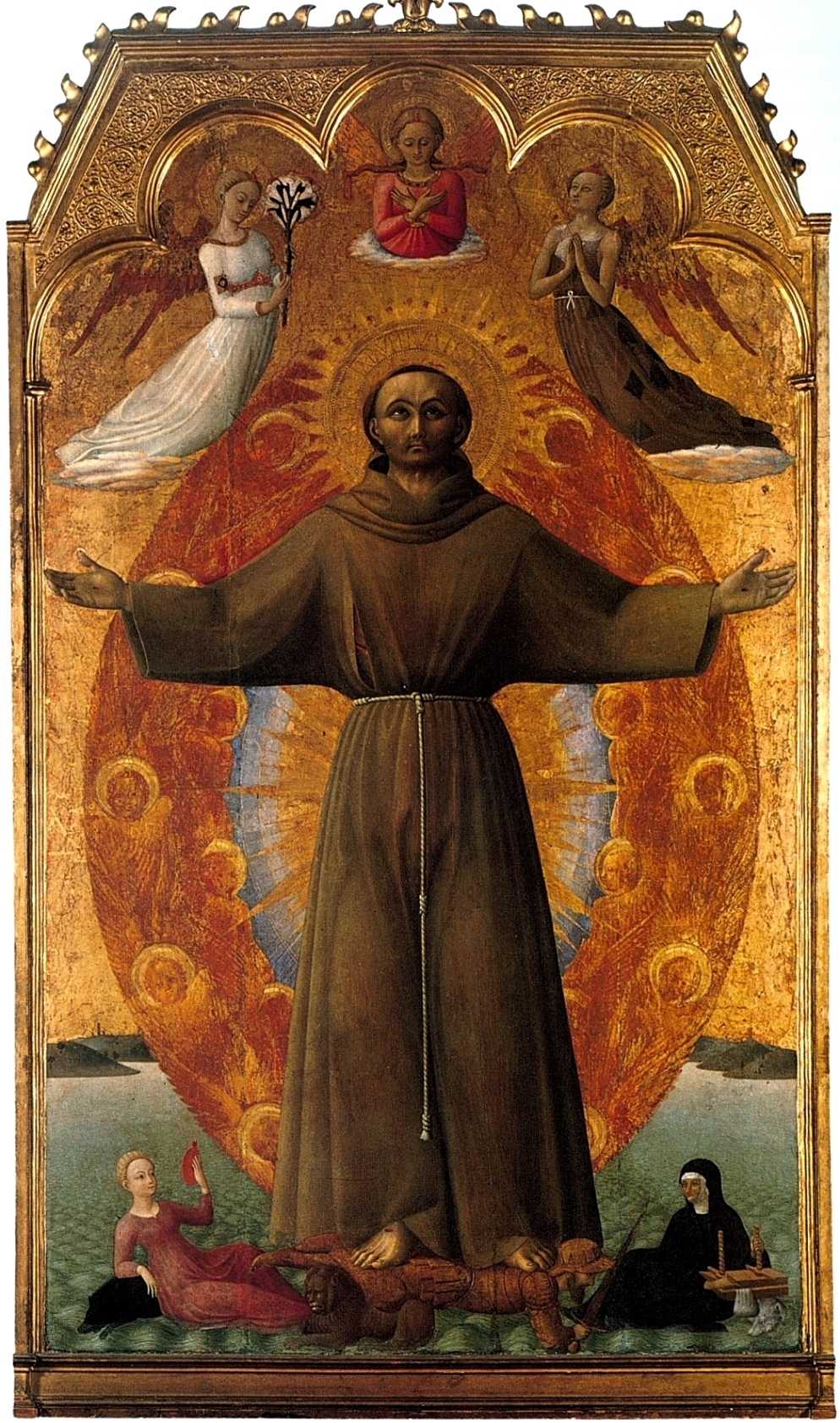
Extase de St François, Villa I Tatti, Settignano
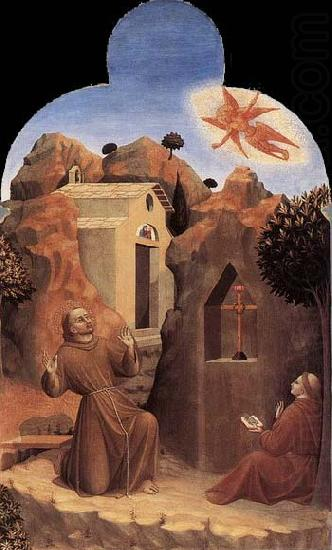
St François reçoit les stigmates National Gallery (Londres)
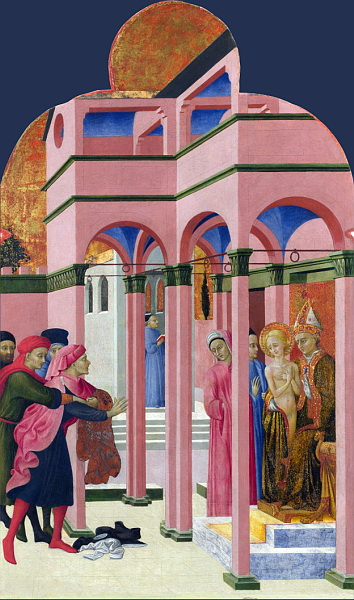
St François reniant son père National gallery
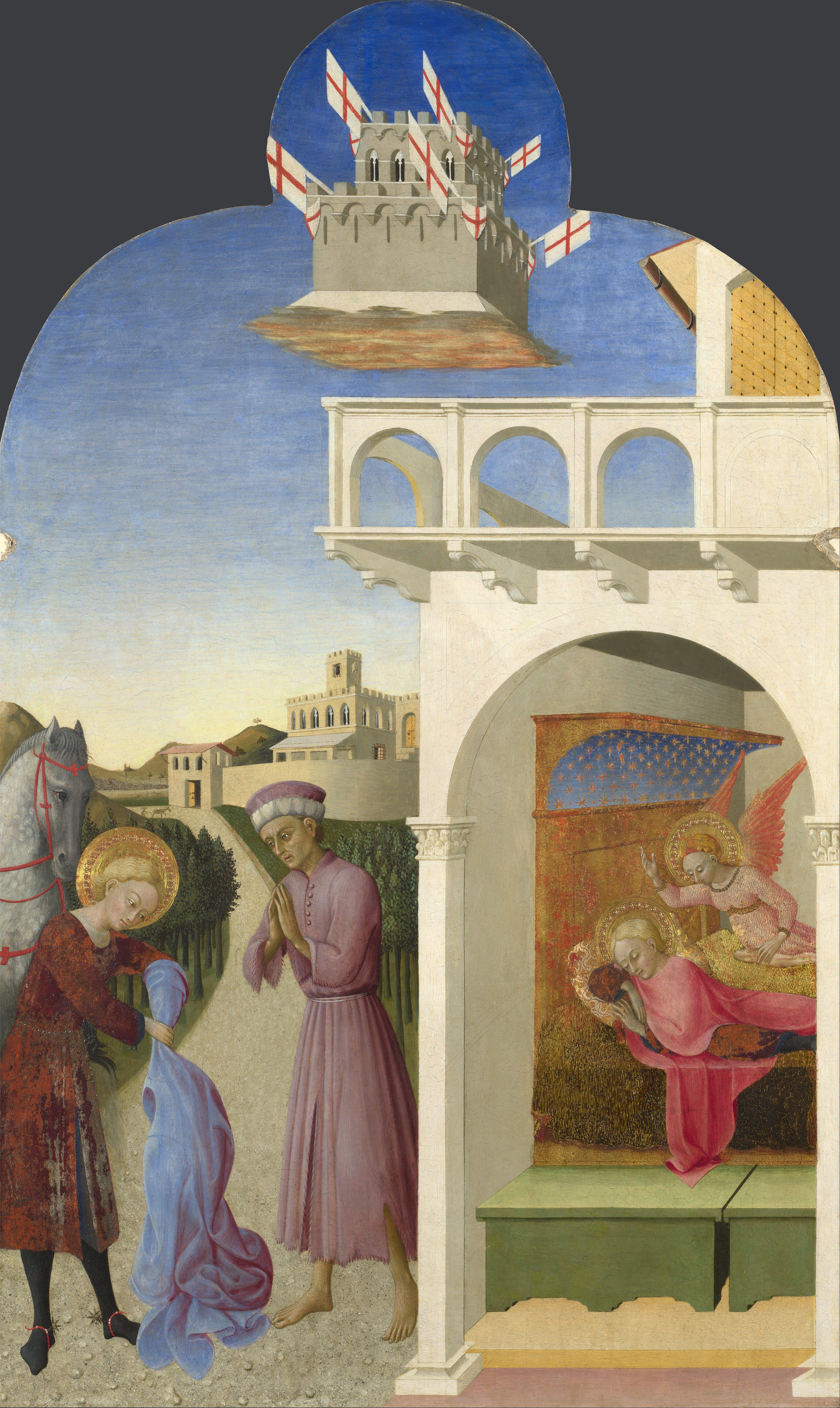
St François et le pauvre et Vision de l'Ordre National gallery
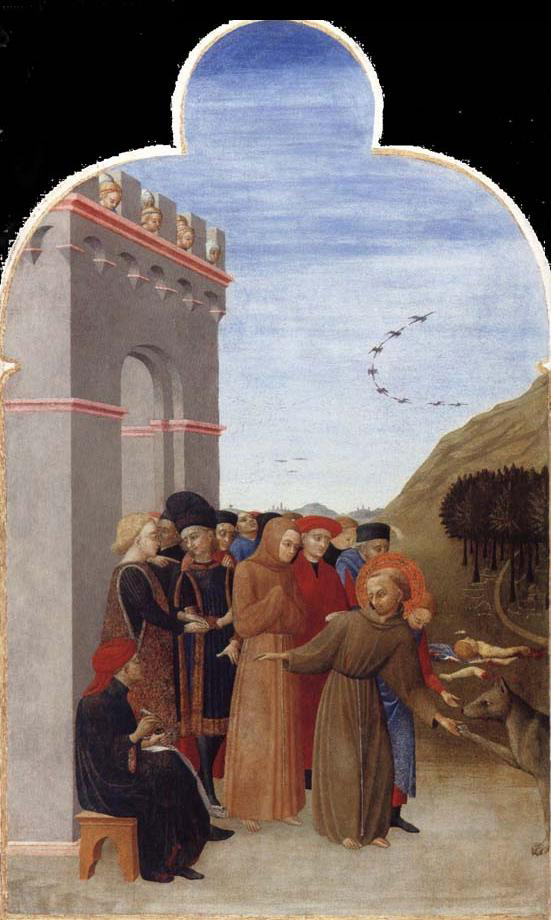
Saint François et le loup National gallery
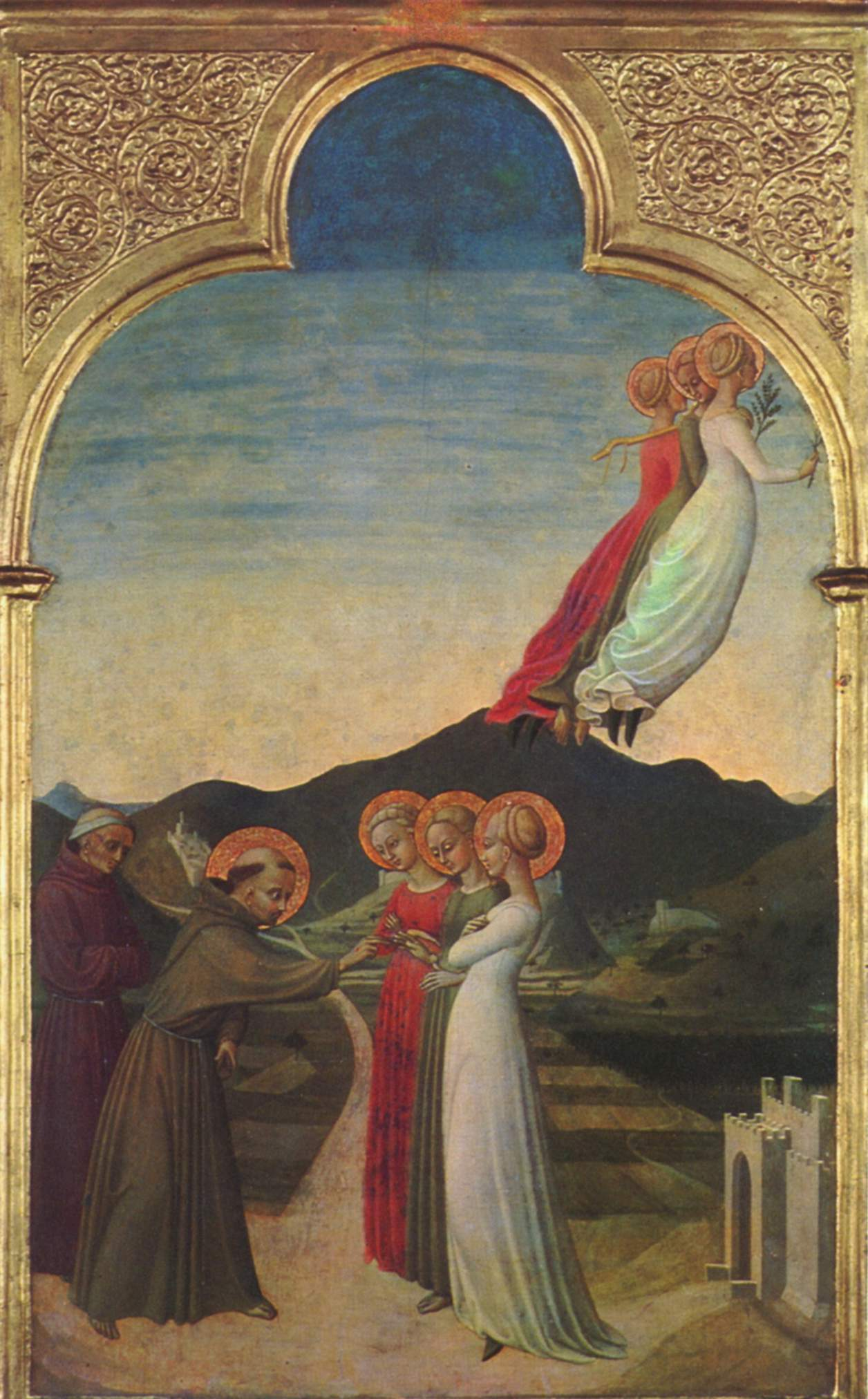
Mariage mystique de saint François Musée Condé
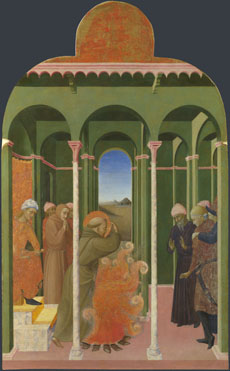
St François devant le sultan Collection particulière
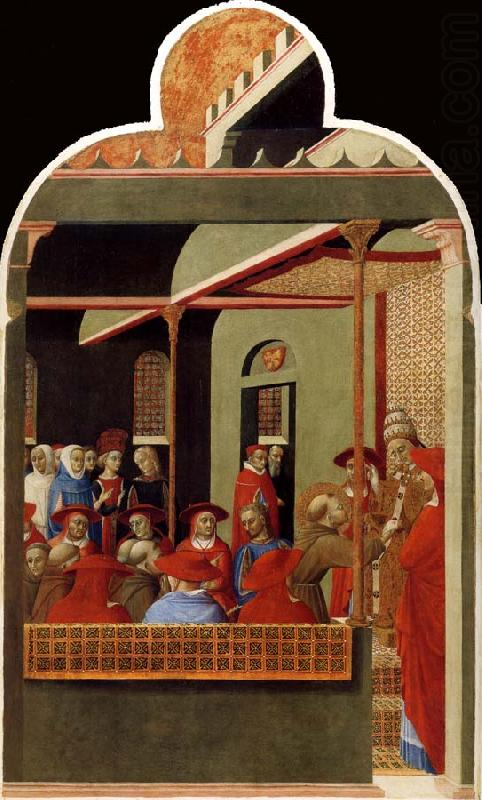
Reconnaissance de l'Ordre Collection particulière
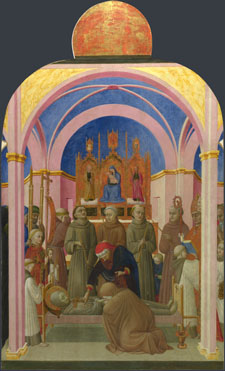
Funérailles de St François National gallery, Londres
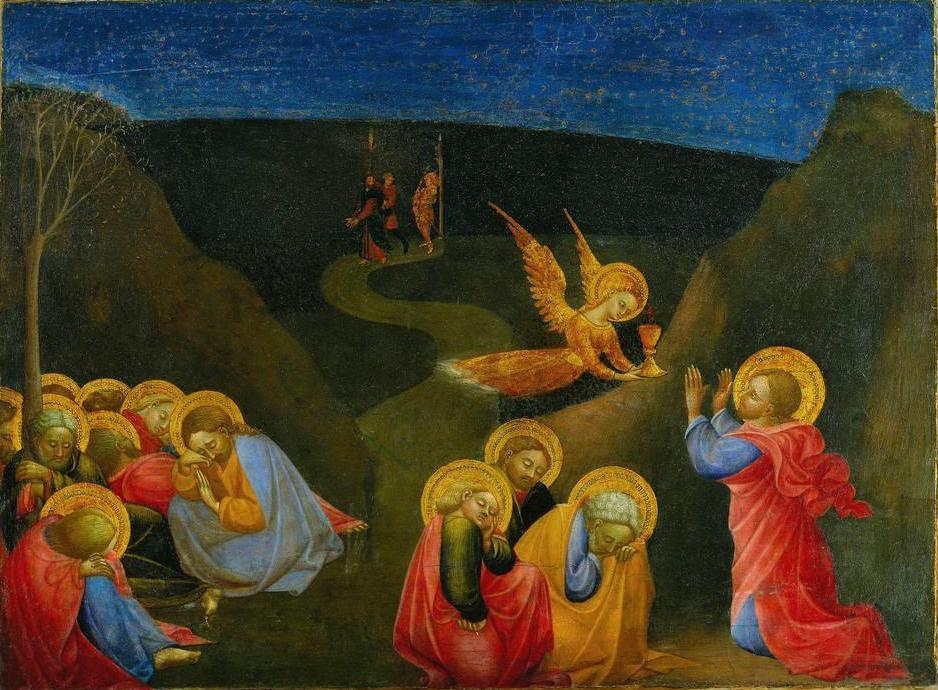
Christ au jardin des oliviers Detroit Institut
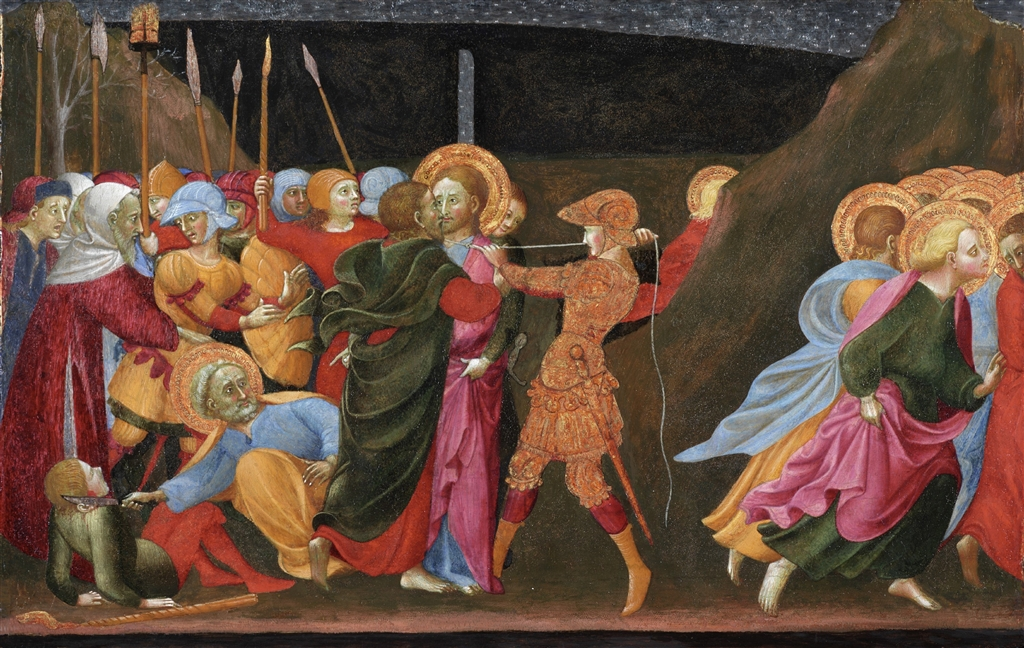
Le Baiser de Judas Detroit Institut
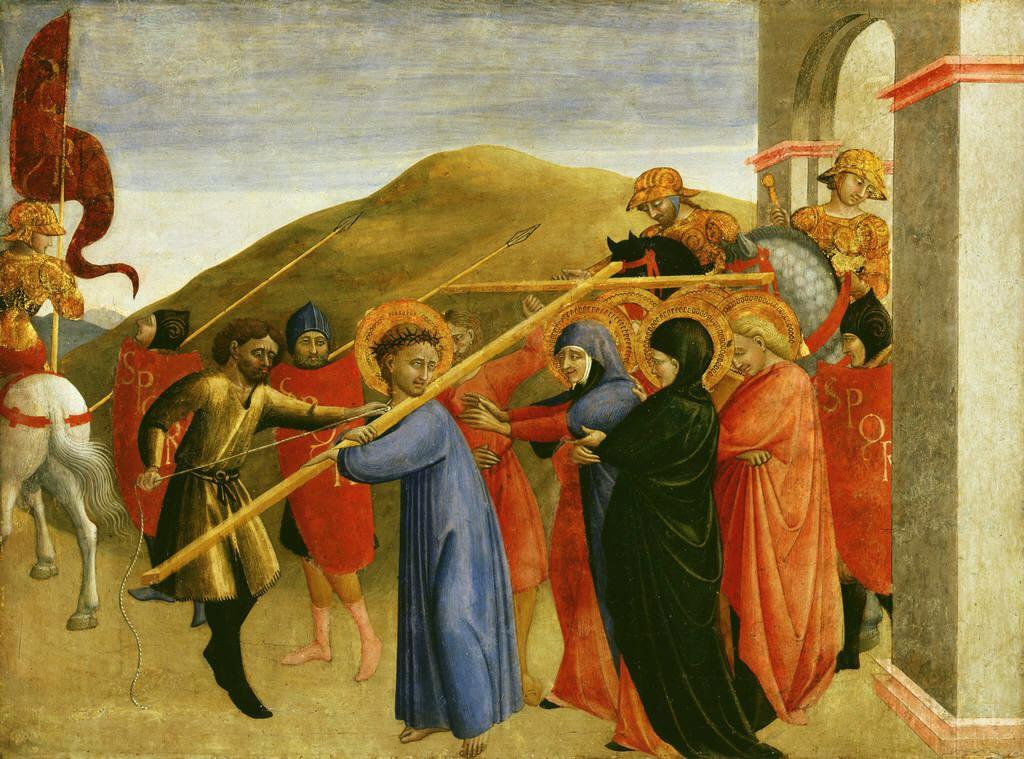
Portement de croix Detroit Institut
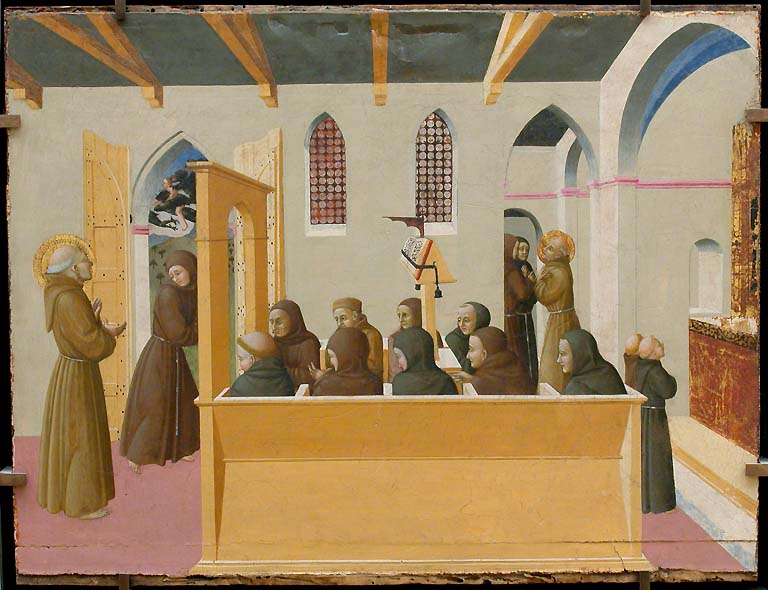
Damnation de l'avare Musée du Louvre
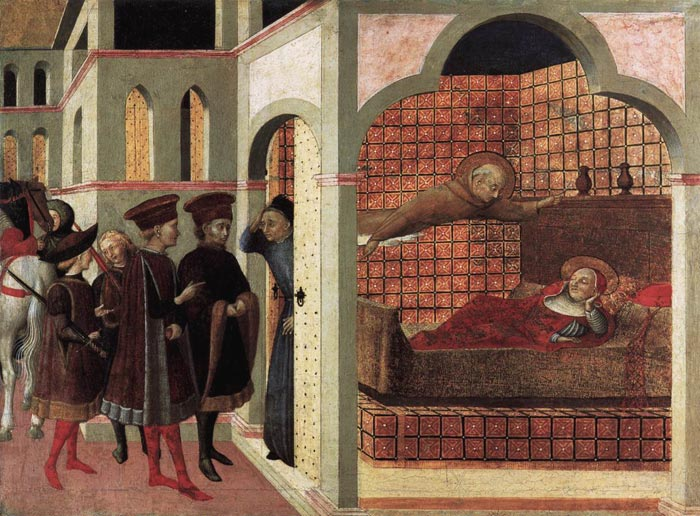
Apparition de Ranieri au Cardinal Collection particulière